# Staro Selo (Sisak)
Staro Selo est un village de la municipalité de Sisak (comitat de Sisak-Moslavina) en Croatie. Au recensement de 2011, le village comptait 110 habitants.